# James Erwin Böhlke
James Erwin Böhlke (* 11. Januar 1930 in Buffalo, Minnesota; † 24. März 1982 in Malvern, Pennsylvania), auch als James E. Böhlke zitiert, war ein US-amerikanischer Ichthyologe. Seine Frau Eugenia B. Böhlke (1928–2001), mit der er häufig zusammenarbeitete, war ebenfalls eine renommierte Fischkundlerin.

## Leben
Böhlke war der Sohn von Erwin Frederick Boehlke und Stella Irene Leersen. Während seines Master-Studiums an der Stanford University lernte er seine Kommilitonin Eugenia Brandt kennen, die er im September 1951 heiratete. Aus dieser Ehe gingen drei Kinder hervor. 1954 wurde Böhlke mit der Dissertation Studies on the phylogeny and systematics of fishes of the family Characidae zum Doktor promoviert.
Von 1954 bis 1982 bekleidete Böhlke verschiedene Ämter bei der Academy of Natural Sciences of Philadelphia (heute Academy of Natural Sciences of Drexel University). Er war Kurator für Fische und Schlangen und ab 1960 Vorsitzender der Abteilung für Ichthyologie. Von 1957 bis 1970 war er Mitglied im Redaktionsbeirat und von 1970 bis 1976 war er Vorsitzender des Komitees für wissenschaftliche Publikationen. Von 1972 bis 1973 war er Vorsitzender der Abteilung für Systematik. Unter Böhlkes Leitung wurde die Fischsammlung der Academy beträchtlich erhöht. Diese Sammlung wird von der National Science Foundation als Ressource von nationaler Bedeutung eingeschätzt und zählt zu den größten und bedeutendsten weltweit. Ferner war Böhlke wissenschaftlicher Mitarbeiter an der Smithsonian Institution und Lehrbeauftragter für Meereskunde an der University of Miami.
Anfang 1982 wurde Böhlke aufgrund seiner Alkoholabhängigkeit von der Academy of Natural Sciences of Philadelphia entlassen und beging im März des Jahres im Alter von 52 Jahren Suizid.
Er war Leiter oder Mitglied bei wissenschaftlichen Exkursionen nach Mexiko (zwischen 1948 und 1953), nach Alaska (1951), zum Golf von Kalifornien (1952), zu den Bahamas (zwischen 1955 und 1973), nach Florida (zwischen 1955 und 1980), in die südöstlichen Vereinigten Staaten (zwischen 1960 und 1961 sowie 1978), zu den Seychellen (1964), nach Trinidad und Guadeloupe (1969), nach Quintana Roo (Mexiko, 1970), nach Kolumbien (1969, zwischen 1971 und 1973 sowie 1975) und nach Venezuela (1977).
Er war Mitglied der American Society of Ichthyologists and Herpetologists und 1979 Präsident dieser Gesellschaft. Daneben war er Mitglied im Exekutivausschuss des Bahamas National Trust, in der Philadelphia Zoological Society, in der American Association for the Advancement of Science, in der Ichthyological Society of Japan, in der International Oceanographic Foundation und in der Oceanic Society.
Böhlke verfasste über 120 Arbeiten zur Systematik und Bestimmung von Fischen, darunter zahlreiche Erstbeschreibungen. Er war auch Autor oder Co-Autor mehrerer Bücher. Sein Werk Fishes of the Bahamas and Adjacent Tropical Waters (1970), das er in Zusammenarbeit mit Charles C. G. Chaplin (1906–1991) schrieb, erlangte internationale Anerkennung.

## Dedikationsnamen
Nach Böhlke sind die Gattungen Boehlkea und Boehlkenchelys sowie mehrere Arten mit dem Epitheton boehlkei benannt.